# 打井川駅
打井川駅（うついがわえき）は、高知県高岡郡四万十町打井川にある四国旅客鉄道（JR四国）予土線の駅である。駅番号はG29。

## 歴史
- 1974年（昭和49年）3月1日：日本国有鉄道の駅として開業[1]。駅員無配置駅[2]。
- 1987年（昭和62年）4月1日：国鉄分割民営化により四国旅客鉄道に承継[1]。

## 駅構造
片面ホーム1面1線の無人駅でホーム上に待合所があるのみである。当駅は道路などから見てやや高い位置にあるため、ホームへ行くには階段を上らないといけない。

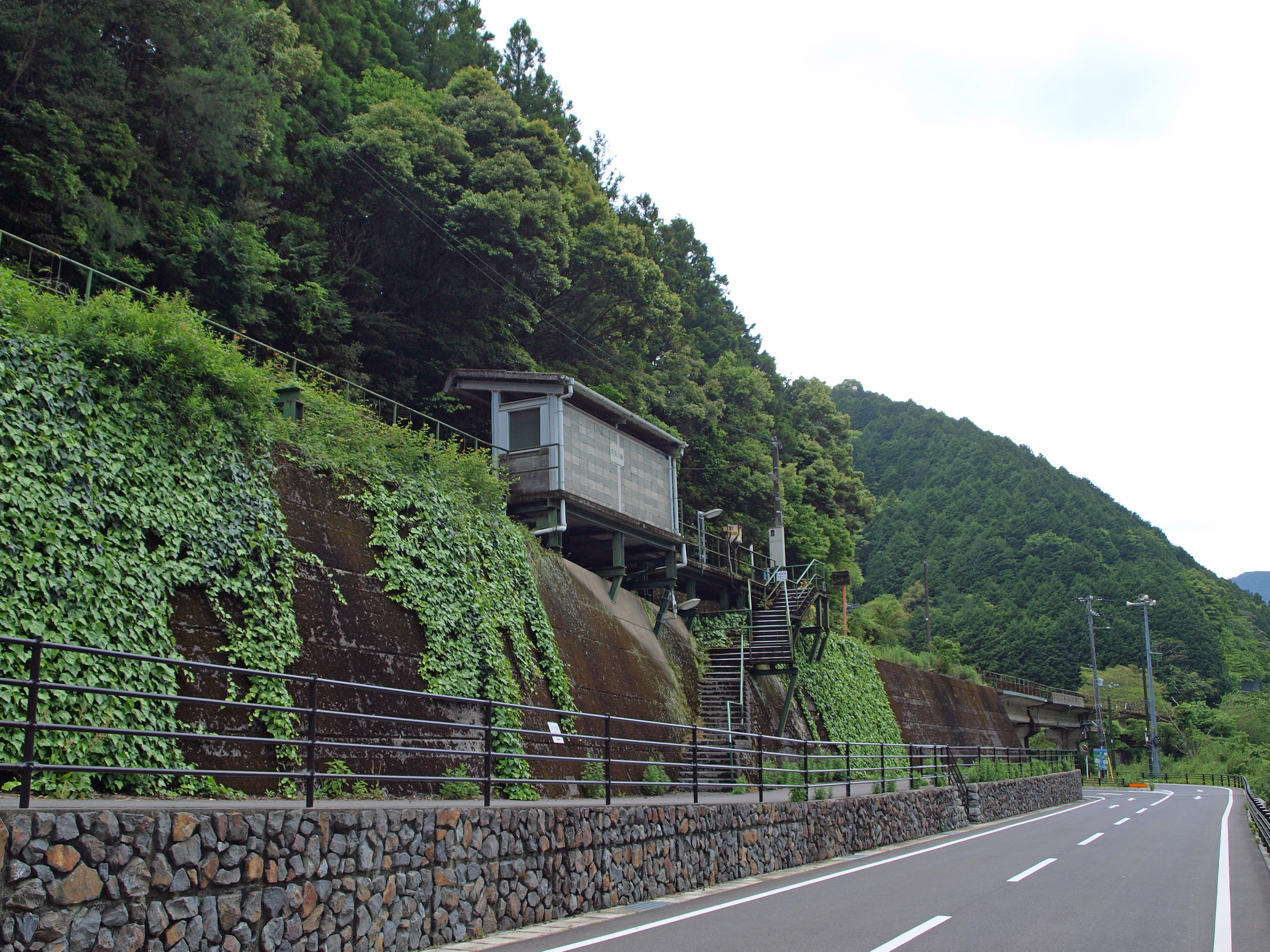
道路よりホームを望む（2010年5月）
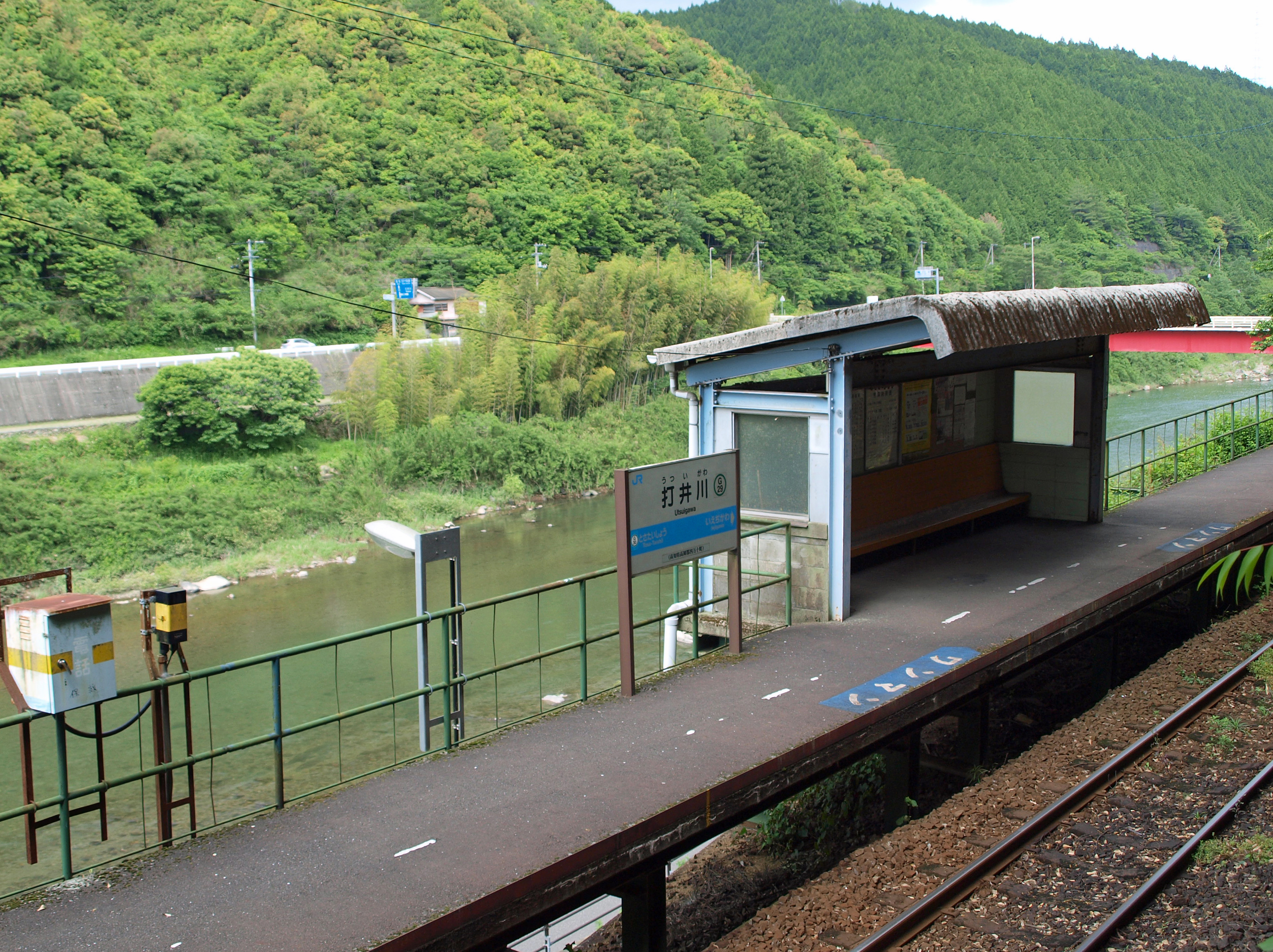
ホームの背後には四万十川が流れる（2010年5月）

## 利用状況
| 1日乗降人員推移 | 1日乗降人員推移 |
| 年度            | 1日平均人数     |
| --------------- | --------------- |
| 2011年          | 4               |
| 2012年          | 2               |
| 2013年          | 6               |
| 2014年          | データ無し      |
| 2015年          | データ無し      |
| 2016年          | 2               |
| 2017年          | 2               |
| 2018年          | データ無し      |

## 駅周辺
四万十川沿いにある駅の1つで、川の向こうを国道381号が通る。駅南側には高知県道55号線に沿って水田があり、民家が点在する。駅北側は山に沿って民家が点在する。ちなみに、当駅は「海洋堂かっぱ館」と「海洋堂ホビー館四万十」、「馬之助神社」の最寄り駅であるが、これらは全て駅からやや遠い所にある。
- 国道381号
- 高知県道55号大方大正線
- 打井川橋
- 四万十川

### バス路線
駅東側に「打井川駅」停留所があり、四万十交通の路線が発着する。なお、四万十川の向こう岸には四万十交通の「打井川」停留所がある。

## 隣の駅
四国旅客鉄道（JR四国）
■予土線
- 臨時観光列車しまんトロッコ停車駅

家地川駅 (G28) - 打井川駅 (G29) - 土佐大正駅 (G30)